# Mother (NTV)
Mother (マザー) est une série télévisée japonaise de onze épisodes, de genre Home Drama et de type Renzoku, diffusée pour la première fois, tous les mercredi, sur la chaine japonaise NTV entre le 14 avril 2010 et le 23 juin 2010. Mother est une fiction scénarisée par Yūji Sakamoto. Ce drama a fait l'objet de neuf remakes dans le monde dont un en France (Sauver Lisa sur M6).

## Résumé
Après la fermeture de son laboratoire, Nao Suzuhara, chercheuse spécialisée dans les oiseaux migrateurs, devient institutrice remplaçante dans une école primaire. Elle y fait la connaissance de Rena Michiki, une élève intelligente et singulière, qui attire rapidement son attention. En découvrant que la fillette est victime de maltraitance et qu'elle souhaite être adoptée, Nao prend une décision radicale : enlever Rena et s’enfuir avec elle, déterminée à devenir sa mère et à la protéger.

## Thèmes abordés
La série aborde principalement les thèmes de l'adoption, de l'abandon, de la maltraitance infantile, de la maternité, de la parentalité, de la sororité, de la filiation et de la famille. En second plan, il est question d'éducation, de santé, de justice et d'enquête de police.

## Distribution
- Yasuko Matsuyuki : Nao Suzuhara
- Mana Ashida : Rena Michiki / Tsugumi Suzuhara
- Koji Yamamoto : Shunsuke Fujiyoshi
- Wakana Sakai : Mei Suzuhara
- Kana Kurashina : Kaho Suzuhara
- Machiko Ono : Hitomi Michiki
- Yosuke Kawamura : Kohei Kimata
- Miwako Ichikawa : Tamami Yuzukawa
- Takuma Oto'o : Keigo Kayama
- Minoru Tanaka : Kensuke Fujiyoshi
- Gō Ayano : Masato Uragami
- Atsuko Takahata : Toko Suzuhara
- Yūko Tanaka : Hana Mochizuki

## Épisodes
|    | Titre original Kanji / Hiragana       | Titre Rōmaji                                                | Titre en français                                        | Date de diffusion |
| -- | ------------------------------------- | ----------------------------------------------------------- | -------------------------------------------------------- | ----------------- |
| 1  | 児童虐待からの脱出 渡り鳥になった二人 | Jidou gyakutai kara no dasshutsu wataridori ni natta futari | Fuir la maltraitance infantile : Deux oiseaux migrateurs | 14 Avril 2010     |
| 2  | 居場所のない二人                      | Ibasho no nai futari                                        | À deux sans endroit où aller                             | 21 Avril 2010     |
| 3  | 母の手のぬくもり                      | Haha no te no nukumori                                      | La chaleur des mains d'une mère                          | 28 Avril 2010     |
| 4  | 学校へ行かせたい                      | Gakkou e ikasetai                                           | Je veux qu'elle aille à l'école                          | 5 Mai 2010        |
| 5  | 二人の"母親"                          | Futari no "hahaoya"                                         | Deux "Mères"                                             | 12 Mai 2010       |
| 6  | さよならお母さん                      | Sayonara okaasan                                            | Adieu, Maman                                             | 19 Mai 2010       |
| 7  | あの子を返して!                       | Ano ko o kaeshite!                                          | Rendez-moi mon enfant !                                  | 26 Mai 2010       |
| 8  | 断ち切れない絆                        | Tachikirenai kizuna                                         | Un lien indestructible                                   | 2 Juin 2010       |
| 9  | 引き裂かれる二人                      | Hikisakareru futari                                         | Séparées                                                 | 9 Juin 2010       |
| 10 | ひと目会いたい                        | Hitome aitai                                                | Je veux te voir                                          | 16 Juin 2010      |
| 11 | ずっと愛してる                        | Zutto aishiteru                                             | Je t'aime pour toujours                                  | 23 Juin 2010      |

## Remakes internationaux (par ordre chronologique)
| Pays            | Titre local    | Diffuseur                                                       | Dates de diffusion                    |
| --------------- | -------------- | --------------------------------------------------------------- | ------------------------------------- |
| Turquie         | Anne           | Star TV                                                         | Du 25 octobre 2016 au 20 juin 2017    |
| Corée du Sud    | Mother         | tvN                                                             | Du 24 janvier au 15 mars 2018         |
| Ukraine         | Вибір матері   | STB TV                                                          | Du 23 septembre 2019 au 6 aout 2020   |
| Thaïlande       | เรียกฉันว่า...แม่  | Line TV PPTV (Thai TV)]                                         | Du 5 mars au 7 mai 2020               |
| Chine           | Imperfect Love | Tencent Video IQiyi                                             | Du 27 mars au 11 avril 2020           |
| France          | Sauver Lisa    | M6                                                              | Du 16 au 30 novembre 2021             |
| Espagne         | Heridas        | Atresplayer Premium Antena 3                                    | Du 17 avril au 10 juillet 2022        |
| Mongolie        | Mother         | VOO IPTV Edutainment TV                                         | Du 11 janvier au 6 mars 2024          |
| Philippines     | Saving Grace   | Amazon Prime Video                                              | Du 28 novembre 2024 au 9 janvier 2025 |
| Arabie saoudite | أمي            | MBC 1 (Moyen Orient et Afrique du Nord) Shahid (plateforme OTT) | Du 4 mai 2025 au -- (en cours)        |